# Bambús
|  | Per a altres significats, vegeu «Bambús (desambiguació)». |

Els bambús, canyes americanes o canyes d'Amèrica són les plantes que formen la tribu Bambuseae de la família de les poàcies.
Els bambús constitueixen part de la subfamília de les bambusòidies amb més de 100 gèneres i unes 1500 espècies. N'hi ha d'autòctons a l'Àsia, Amèrica, l'Àfrica i Oceania, podent adaptar-se a nombrosos climes (tropical, mediterrani, continental, alpí). A Europa n'existeixen fòssils però cap espècie endèmica, almenys des de fa 2000 anys.
Són plantes molt rústiques i sobretot molt atípiques, han inspirat mitologies i simbologies, extraordinàriament útil, se n'han descrit més 1.500 usos i utilitats, van ser molt vàlides en el passat i tenen moltes possibilitats en el futur.

## La planta
Les plantes de canyes en general i els bambús en particular són especialment atípiques, entre altres característiques especials cal destacar el seu tronc principal: el rizoma, gegant i superficialment subterrani, que en lloc d'esgotar el sòl fèrtil és un gran productor d'humus; la part aèria, les canyes, tenen una funcionalitat més de fulles que de tiges, si bé la planta de bambús pot viure centenars d'anys, les canyes no sobreviuen els nou anys i a diferència de les altres plantes, després de brotat el seu diàmetre no varia des que neix i la seva alçada des de les poques setmanes (4-6 en els Phyllostachys)).
La seva floració gregària, de totes les plantes d'aquella espècie en tot el planeta, i que puguin tardar més de cent anys a florir, són incògnites encara per resoldre.
Els resultats d'adobar una planta de bambú no s'aprecien fins a la brotació anual de les noves canyes, poden passar molts mesos abans de notar la millora en la planta pel subministrament d'adob.
L'edat d'un bambú, com en totes les plantes es conta a partir des que neix a partir d'una llavor, però com que normalment se reprodueixen per clonació es complica enormement determinar l'edat d'un exemplar de bambús. Per altra part les canyes de bambú rarament sobreviuen 10 anys.
Quan tenen 33 o 66 anys es maten a si mateixa. En el cas del bambú gegant aquesta mort causada a si mateixa es produeix al treure flors grans que absorbeixen tot el sucre sense tornar-lo.

### El rizoma
El tronc principal d'una planta de bambús és un rizoma, tija subterrània i gegant que creix horitzontalment es troba en els primers 30 cm del subsòl, rarament més enfonsat. Té la mateixa estructura que la canya, fistulós però amb un canal més encongit i igualment separat i amb gemmes a nivell de cada nus. De cada gemma tant pot sortir un nou rizoma com una canya.
Una de les funcions més importants dels rizomes és la d'acumular reserves, engreixar-se amb tot l'aliment que assimilen les arrels i les fulles amb la funció clorofíl·lica durant 3 anys, fins al brot d'una nova canya que apareix amb el diàmetre definitiu de planta adulta i amb tots els discos dels entrenusos un a sobre de l'altre, formant un cilindre, llavors gràcies a les reserves del rizoma estira les cèl·lules telescòpicament sense necessitat de nutrients externs en aquests moments, una prova d'això és que les canyes i el desplegament de branques assoleixen la plenitud de creixement sense cap fulla, sense necessitat de funció clorofíl·lica.
Existeixen dos tipus de rizoma, amb diferents variants intermèdies:

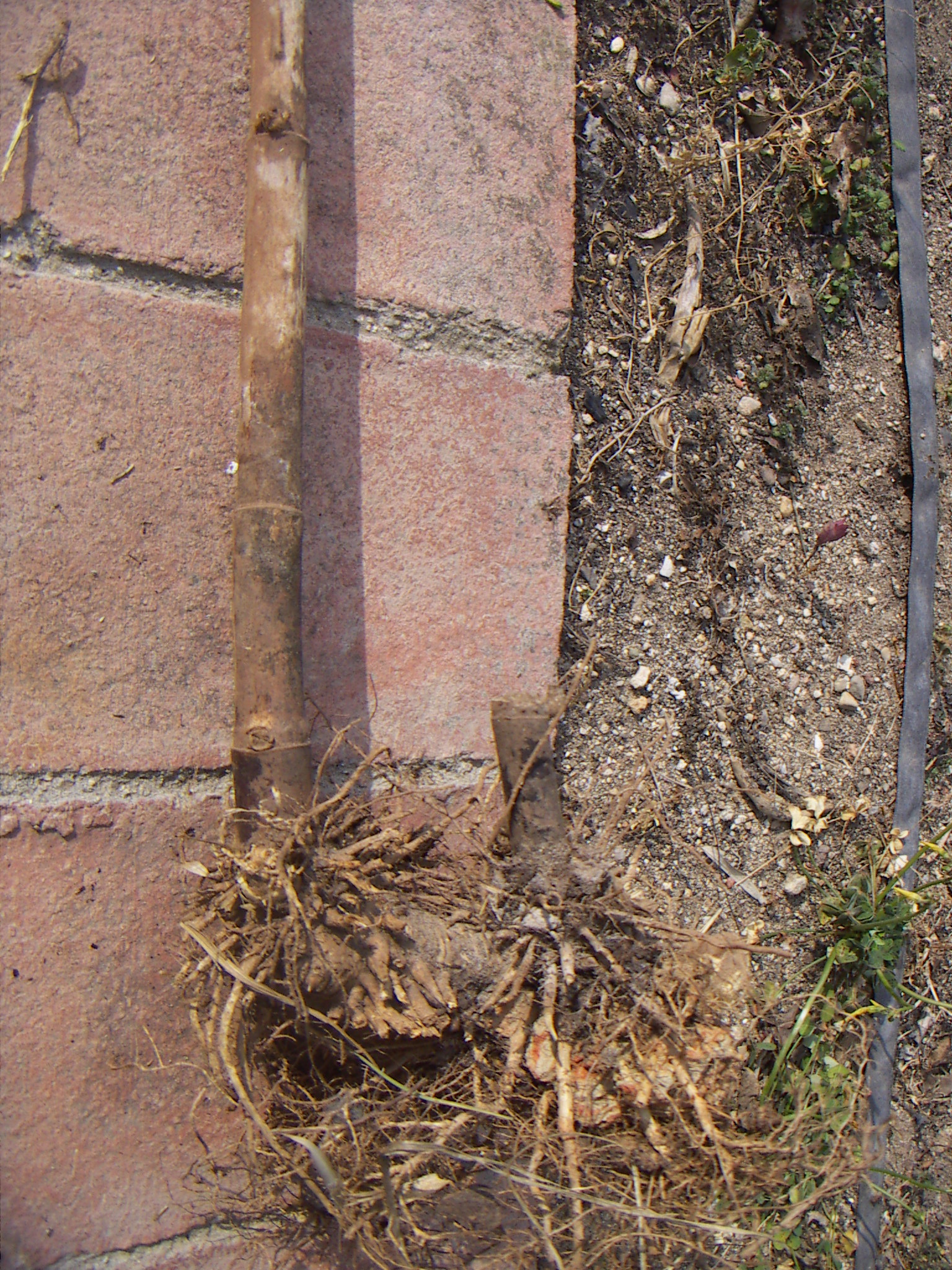
Rizoma paquimorf de Bambusa oldhamii

- Rizoma paquimorf (πᾰχῠς gruixut; μορφή, forma) o simpoidal o cespitós: és curt i gruixut i es caracteritza per presentar:

1. forma subfusiforme, sol ser més o menys corb (rarament recte) i amb un diàmetre generalment major que el del brot en el qual es transforma apicalment
2. els entrenusos són més amples que llargs, sòlids i asimètrics (més amples cap al costat que sosté la gemma)
3. els nusos no són elevats o inflats
4. les gemmes laterals són solitàries i es transformen únicament en rizomes, requisit indispensable per a la formació de brots
5. presenta proliferació d'arrels adventícies en la part més baixa del rizoma i aplanament de la part dorsiventral de l'eix;
6. el coll del rizoma sol ser cur o allargat.

- Rizoma leptomorf o monopidial

Els bambús del cinturó tropical tenen generalment el tipus de rizoma simpodial. Són els bambús més arcàics.
Tenen rizoma cespitós, entre d'altres, els gèneres: Bambusa, Dendrocalamus, Fargesia,. ..

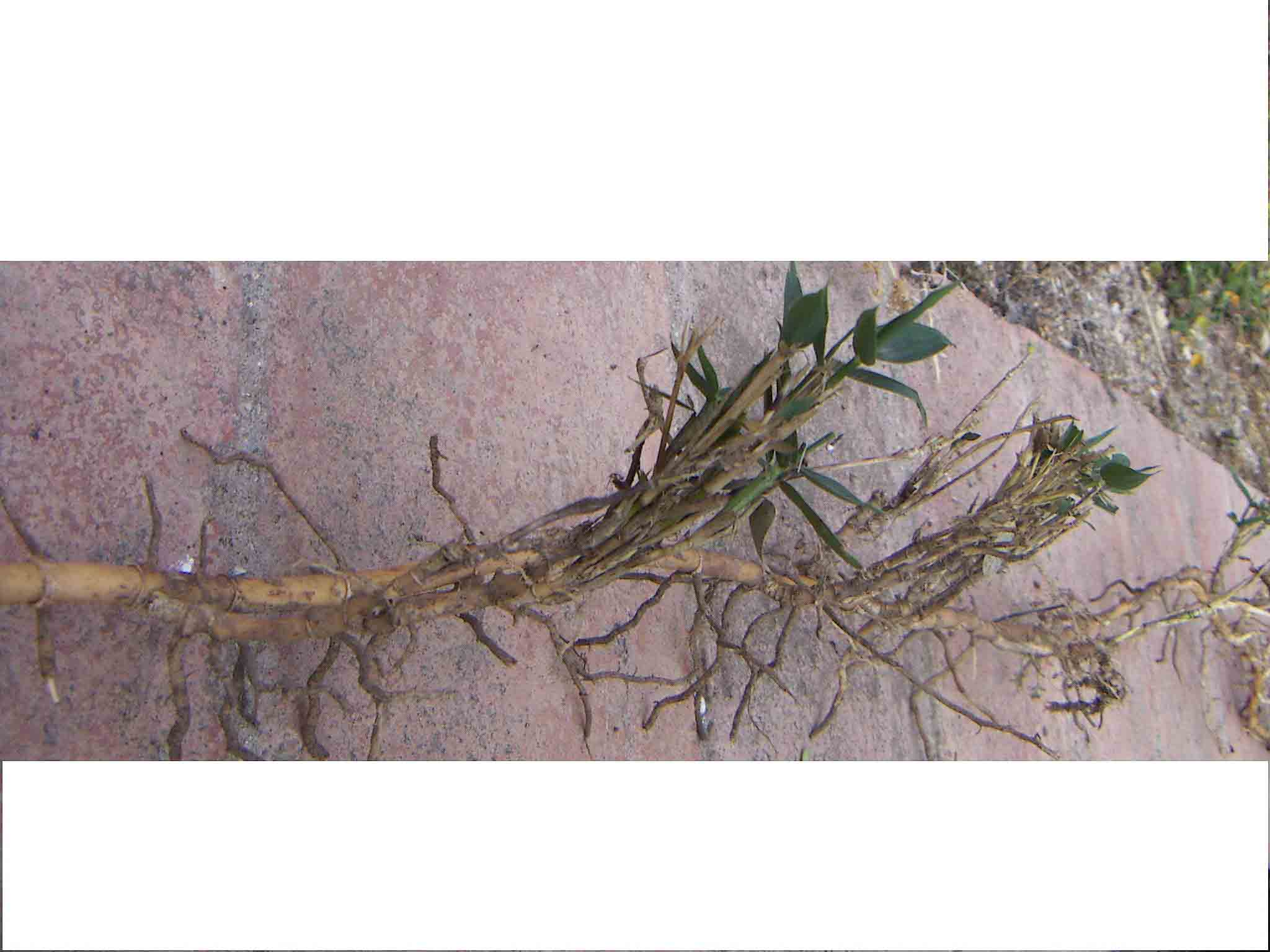
Rizoma leptomorf Pleioblastus distichus

- Rizoma leptomorf (λεπτός, prim; μορφή, forma), monopoidal o corredor (repens): és allargat i prim, Els bambús de la regió septentrional o de zones temperades presenten majoritàriament aquest tipus de rizoma. Es caracteritza per presentar:

1. forma cilíndrica o subcilindrica, ser més o menys recte i amb un diàmetre generalment menor que el del brot en el qual es transforma apicalment
2. els entrenusos són més llargs que amples, generalment buits (rarament sòlids), i relativament simètrics. Poden créixer horitzontalment fins a diversos metres en una temporada
3. els nusos poden ser o no elevats o inflats
4. les gemmes laterals són solitàries, i es transformen directament en brots, i unes quantes es transformen en rizomes
5. les arrels adventícies poden estar o no presents, quan estan presents s'organitzen en verticils senzills o bé escampades
6. el coll del rizoma és sempre curt.

Els bambús de la regió septentrional o de zones temperades presenten majoritàriament aquest tipus de rizoma.
Tenen rizoma corredor, entre d'altres, els gèneres: Phyllostachys, Semiarundaria, Sasa, Pleioblastus,...

### La canya

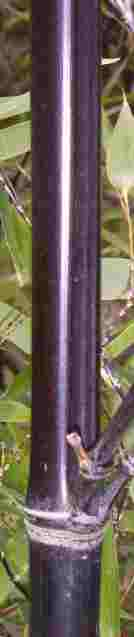
P. nigra

S'anomena canya la tija principal de les gramínies. La canya és un tronxo fibrós, balmat i regularment separat amb membranes rígides coincidents amb els nusos. Algunes varietats, molt poques (Dendrocalamus strictus, p. ex.), tenen canyes massisses, i se'ls sol anomenar bambús mascles, però no té res a veure amb el sexe de la planta, que és hermafrodita. Les canyes no tenen escorça; la part exterior sol ésser llisa, molt dura, i molt flexible la part interna.
Els nusos són anells repartits més o menys regularment al llarg de la canya. A cada nus hi ha gemmes que quan es desenvolupen esdevenen branques. Sovint les gemmes dels nusos inferiors no es desenvolupen.
Les branques tenen la mateixa estructura de les canyes i també estan ramificades.
El nombre de branques que porta cada nus sol ésser un element important per determinar el gènere del bambú, p. ex. els Phyllostachys tenen dues branques a cada nus.

### Les arrels
Hi ha dos tipus d'arrels. Les d'ancoratge es troben tot al voltant de la base de les canyes, i les assimiladores, que surten de la perifèria dels nusos del rizoma. Aquestes darreres tenen un aspecte capil·lar i poden arribar a aprofundir-se en el subsòl més de 4 metres per pujar aigua, minerals i altres aliments indispensables per a la supervivència i el creixement de la planta.

### La fulla

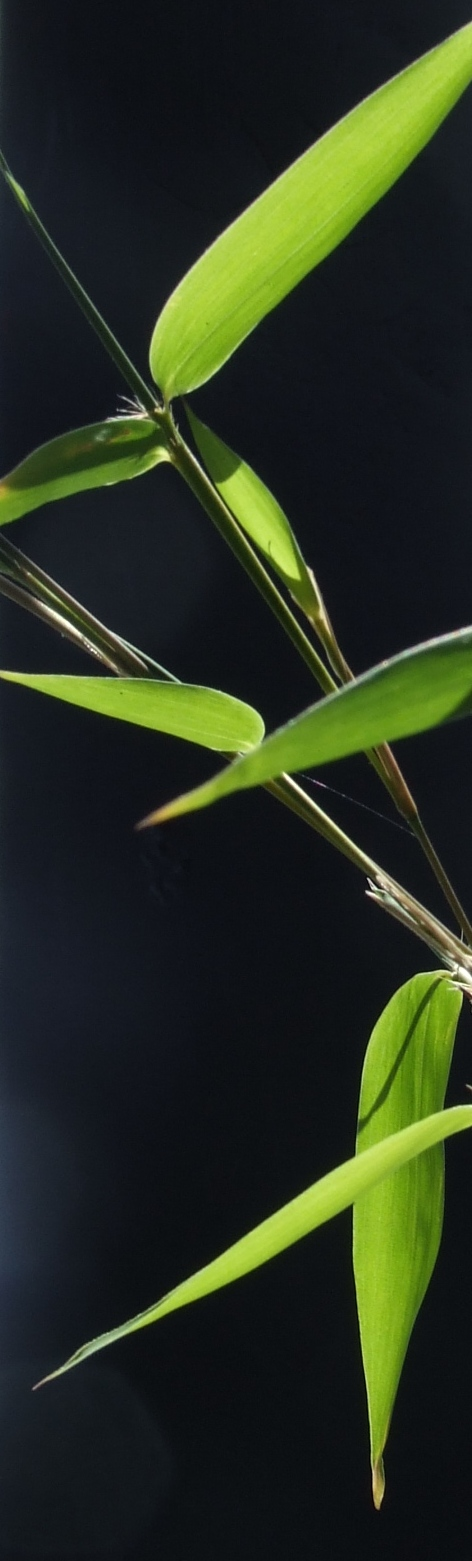
Fulles de bambú

Les fulles es troben a l'extremitat de les branques. Tenen un nervi principal molt marcat i nervis secundaris paral·lels, amb forma allargada, arrodonides a la base i més o menys afilades a l'extremitat. Els pecíols són molt curts i tenen una lígula a vegades amb pèls que també ajuden a determinar la varietat.
La beina de la canya, encara que no tingui cap paper a la funció clorofíl·lica i no s'assembli gens a una fulla clàssica, sí que té tots els elements constitutius de la fulla. La seva funció és protectora de les fibres tendres mentre la canya creix; a cada entrenús li correspon una beina que el protegeix de cops i agressions, i és per això que és tan dura i coriàcia. Solen caure quan la canya ha acabat de créixer. També són un element important per la determinació d'espècies i solen ésser molt decoratives.

### La flor

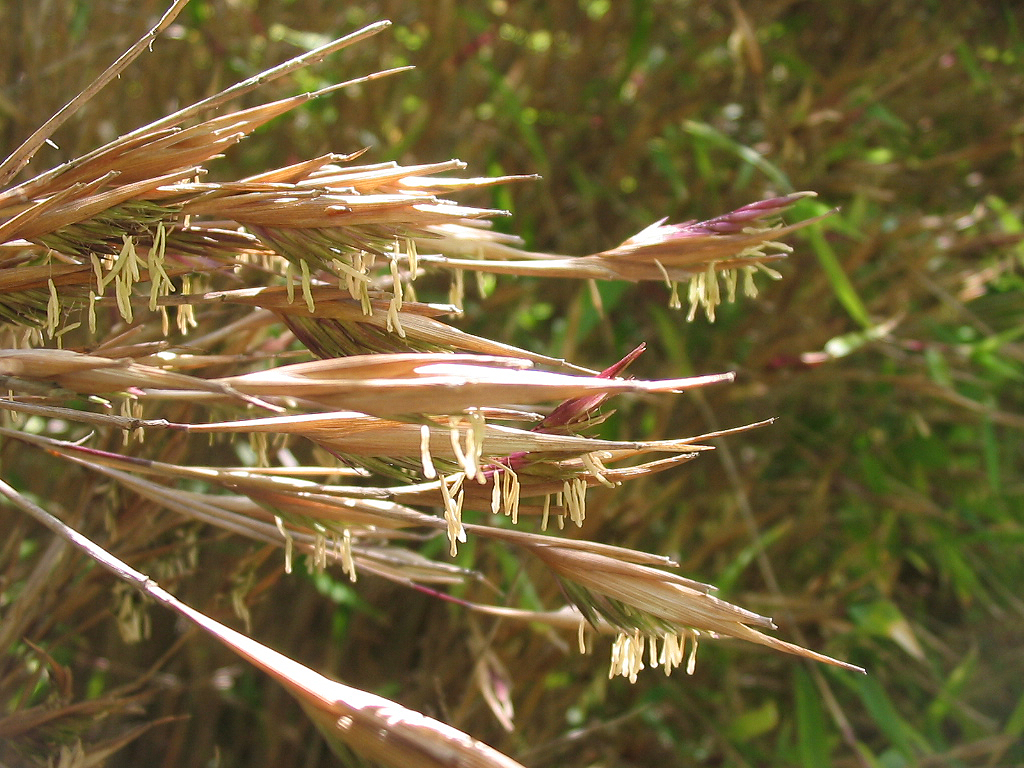
Flors de bambú

Es tracta més aviat d'una inflorescència, ja que les flors estan agrupades en espigues com la majoria de gramínies. La floració en els bambús no té cap interès estètic, al contrari: quan la floració és important la planta pateix, les fulles groguegen i cauen. La floració és un enigma per resoldre. La majoria dels bambús no floreixen cada any, una gran part d'espècies poden tardar dècades, moltes altres fins a més de 100 anys.
La floració d'un bambú pot ésser individual, és a dir, en alguna planta de l'espècie o varietat florint alguna branca o canya sencera o tota la planta, donant grana o no. I un altre tipus de floració és la col·lectiva, en la qual floreixen totes les plantes d'aquella espècie o varietat sense tenir en compte el lloc geogràfic, ni l'estació. Aquest tipus de floració pot durar anys, i el bambú sól morir-se deixant grana.

### Fruit
Els grans és amb la flor l'estructura menys coneguda dels bambús. Les Cariopsis es poden trobar en la majoria de bambús gegants.

## Classificació

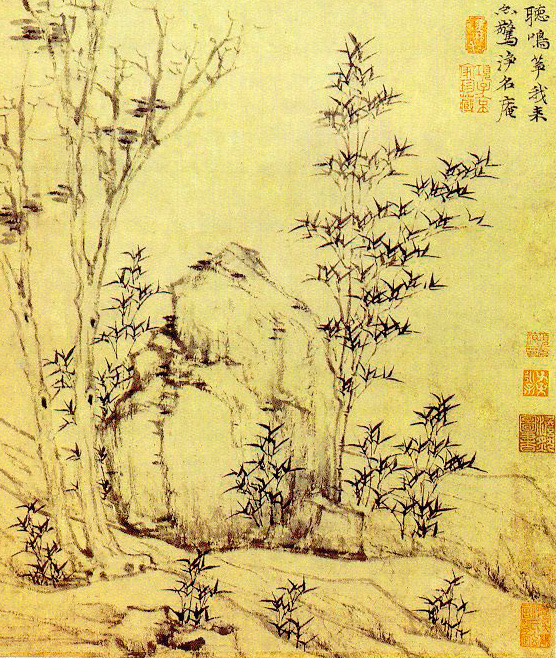
Bambús al vent de tardor, obra del pintor xinès Ni Zan (1301 - 1374)

### Pel tipus de rizoma
- Cespitós (clima tropical)
- Poc corredor
- Corredor (clima temperat)

### Pel tipus de clima
- Clima tropical

S'hi engloben els bambús més antics; el seu rizoma sol ser paquimorf
- Clima temperat

S'hi troben els bambús naturalitzats a Europa; el seu rizoma sol ser leptomorf

### Per alçada
- Nans fins a 3 metres d'alçada
- Petits de 3 a 6 metres
- Mitjans de 6 a 9 metres
- Gegants més de 9 metres

### Taxonomia
- Clàssica, el sistema Linné, basat en l'estudi de les formes dels elements de les flors, és complicat d'aplicar en els bambús perquè floreixen molt rarament, provocant confusió i multitud de sinònims.

Malgrat que alguns autors distingeixen:
- Bambús herbacis, les tiges aèries s'anomenen palla.
- Bambús llenyosos, les tiges aèries s'anomenen canya.

Només trobem bambús a la tribu bambúsia de les 13 tribus de la subfamília de les bambusòides
- Sistema Cronquist, no hi ha variació amb el sistema Linné
- APG II, projecte en realització.

#### Subtribusigèneres
La tribu dels bambús llenyosos, Bambúsia, té 9 subtribus amb 93 gèneres:
- Subtribu Artrostilidina

Comprèn 13 gèneres: Actinocladum, Alvimia, Apoclada, Arthrostylidium, Athroostachys, Atractantha, Aulonemia (Matudacalamus), Colanthelia, Elytrostachys, Glaziophyton, Merostachys, Myriocladus, Rhipidocladum.
- Subtribu Arundinarina

Comprèn 17 gèneres: Acidosasa, Ampelocalamus, Arundinaria o Pleioblastus, Borinda, Chimonocalamus, Drepanostachyum, Himalayacalamus, Fargesia, Ferrocalamus, Gaoligongshania, Gelidocalamus, Indocalamus, Oligostachyum, Pseudosasa, Sasa, Thamnocalamus, Yushania.
- Subtribu Bambusina

Comprèn 10 gèneres: Bambusa (Dendrocalamopsis), Bonia (Monocladus), Dendrocalamus (Klemachloa, Oreobambos, Oxytenanthera o Sinocalamus), Dinochloa, Gigantochloa, Holttumochloa, Kinabaluchloa (Maclurochloa, Soejatmia), Melocalamus, Sphaerobambos, Thyrsostachys.
- Subtribu Chusqueina

Comprèn 1 gènere: Chusquea.
- Subtribu Guaduina

Comprèn 5 gèneres: Criciuma, Eremocaulon, Guadua, Olmeca, Otatea.
- Subtribu Melocannina

Comprèn 9 gèneres: Cephalostachyum, Davidsea, Leptocanna, Melocanna, Neohouzeaua, Ochlandra, Pseudostachyum, Schizostachyum, Teinostachyum.
- Subtribu Nastina

Comprèn 6 gèneres: Decaryochloa, Greslania, Hickelia, Hitchcockella, Nastus, Perrierbambus.
- Subtribu Racemobambodina

Comprèn un gènere: Racemobambos (Neomicrocalamus, Microcalamus, Vietnamosasa)
- Subtribu Shibataeina

Comprèn 9 gèneres: Chimonobambusa, Hibanobambusa, Indosasa, Phyllostachys, Qiongzhuea, Semiarundinaria (Brachystachyum), Shibataea, Sinobambusa, Temburongia (incertae sedis).
Vegeu també Bambusoide

#### Principalsespècies
Existeixen més de 1500 espècies, entre les quals cal destacar:
| - Bambusa vulgaris - Bambusa multiplex - Bambusa multiplex var. Alphonse Karr - Bambusa multiplex var. Golden Goddess - Bambusa oldhamii - Chimonobambusa marmorea - Chusquea culeou | - Dendrocalamus giganteus - Fargesia murielae - Guadua angustifolia - Phyllostachys aurea - Phyllostachys aureosulcata var. Spectabilis - Phyllostachys bissetii - Phyllostachys manii | - Phyllostachys nigra - Phyllostachys pubescens - Pleioblastus distichus - Pseudosasa japonica - Sasa tsuboiana - Semiarundinaria fastuosa - Semiarundinaria yashadake var. Kimmei |

#### Falsos bambús
- Canya comuna (Arundo donax) denominada per alguns autors el bambú europeu, inexplicablement els sistemes clàssics de classificació no l'inclouen dins les bambusoides.
- Rotang, els mobles de rotang se solen anomenat, erròniament, mobles de bambú.
- Dracaena sanderiana, recentment comercialitzada amb la marca bambú de la sort.

## Distribució

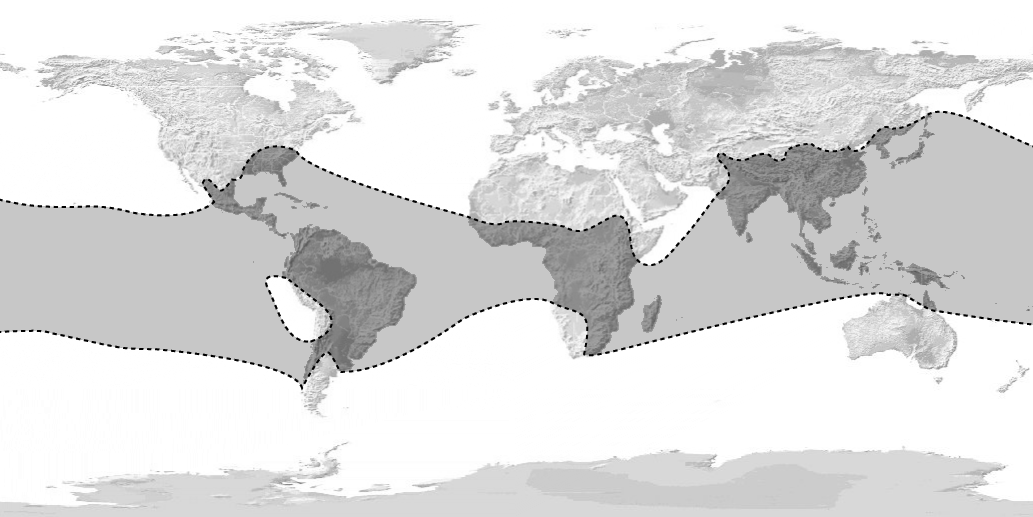
Distribució dels bambús

La major part de les espècies de bambús són principalment oriünds d'Àsia, d'Amèrica, on se'ls hi troba en altituds variables, fins a 3000 m en l'Himàlaia. Algunes espècies rares són espontànies a Àfrica continental i a Oceania. Actualment cap és espontània a Europa i al mediterrani, malgrat la latitud i el clima siguin els idonis.
La seva àrea de repartició va conèixer una progressió forta per la cultura.

## Utilitats

### Plantes de bambús

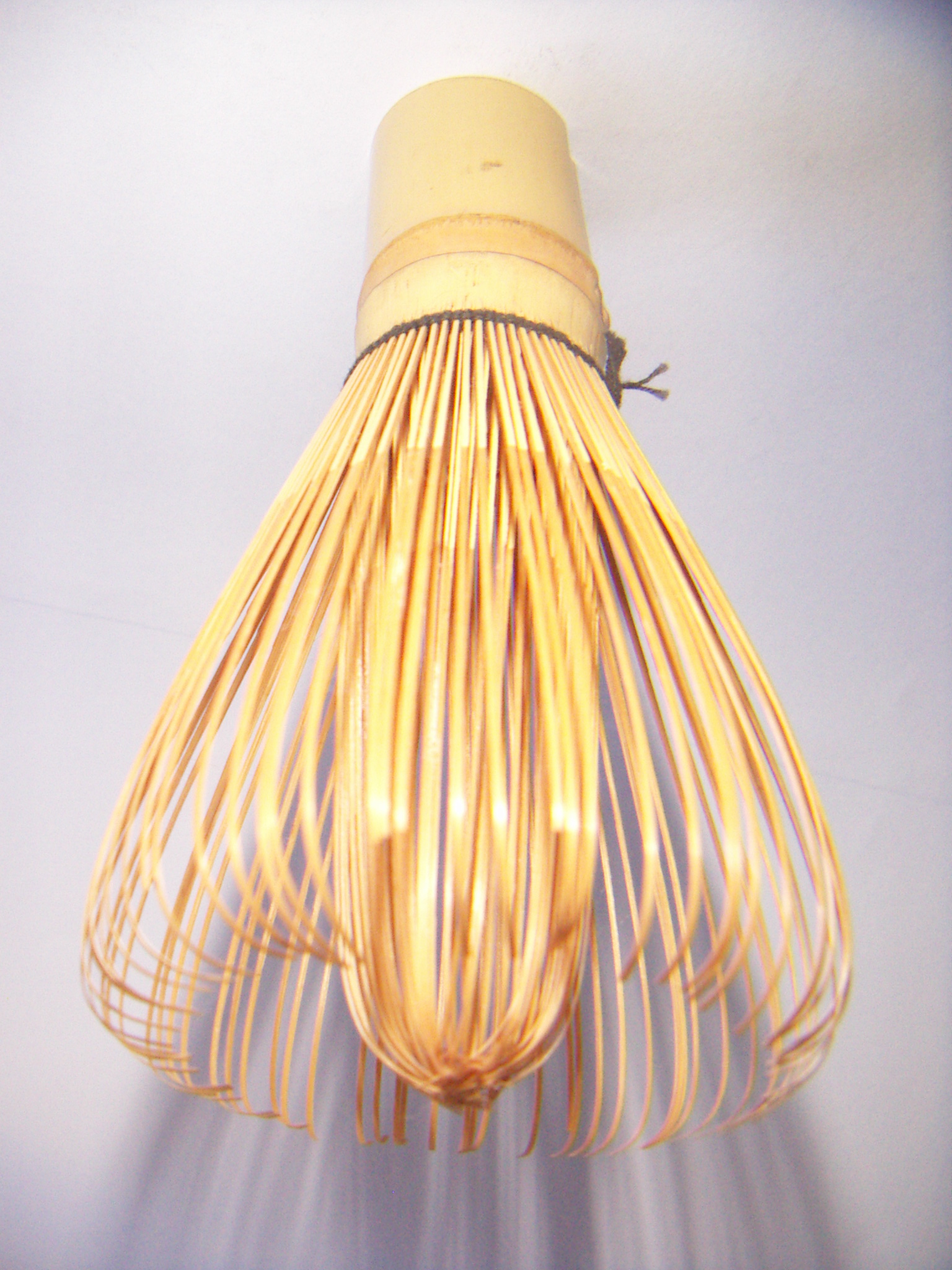
Estri usat en la cerimònia del te

La immensa diversitat d'espècies de plantes de bambús afegida a la seva facilitat d'adaptació, permet utilitzar-los en tota mena de jardins; des del test en l'interior d'un apartament fins al gran parc al qual aporten la seva ombra i la seva frescor. Passant, per descomptat, pels arranjaments de balcons, terrasses, patis interiors o galeries. S'utilitza per fixar talussos i marges, com a paravent i com a tanca.

### Troncs de bambú
La matèria llenyosa de la majoria de bambús gegants (Guadues, Bambuses, Phyllostachys, Dendrocalamus…), és la més dura que es coneix, supera pressions de 3.500 kgr/cm2, com l'acer dolç, raó per la qual a nivell comercial s'anomena el bambú "acer vegetal" a Amèrica (Guadua angustifolia), a Europa i a l'Àsia (Ferrocalamus strictus).
Per les característiques mecàniques, físiques (tan sols igualades per la fibra de carboni o grafit a partir de 1940), biològiques i facilitat de manipulació, el bambú és utilitzat des dels inicis de la humanitat. Al Vietnam, per exemple, se l'anomena germà, les construccions rurals tradicionals són de bambú, dorm en llits de bambú, menja bambú en tasses de bambú amb bastonets de bambú, Pinta bambú amb pinzells de bambú en paper de bambú; van guanyar la guerra als francesos i als americans, en part gràcies al bambú, que era utilitzat tant per a la construcció d'armes, trampes, presons, tortures, com per a la reconstrucció de ponts, hospitals. Actualment la policia antiavalots com a defensa utilitza bastons de bambú.
Principals utilitzacions actuals:
Bastides

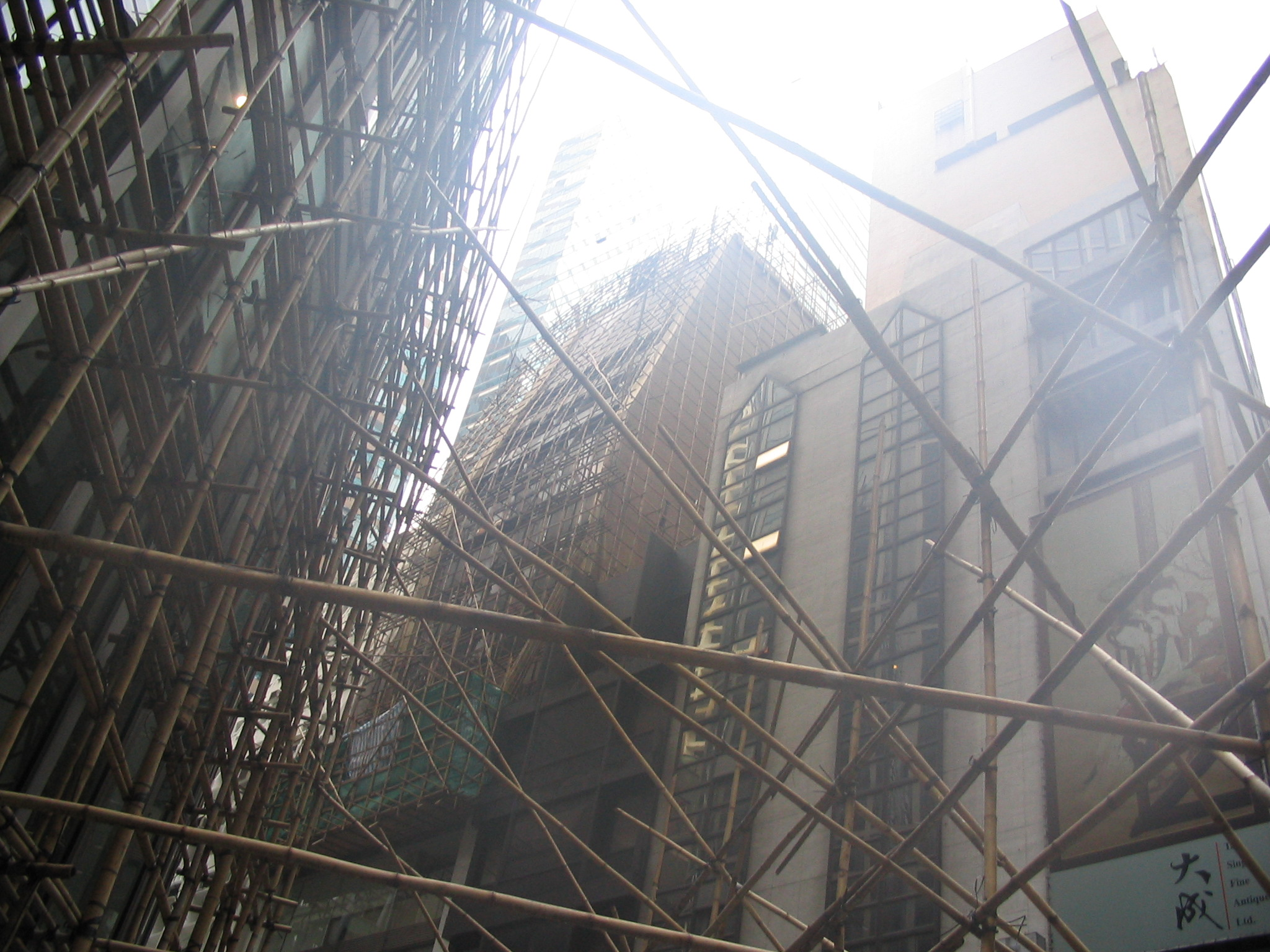
Construcció del Central place de Hong Kong

El tronc del bambú és utilitzat per a la seva resistència i la seva lleugeresa per les bastides dels gratacels.

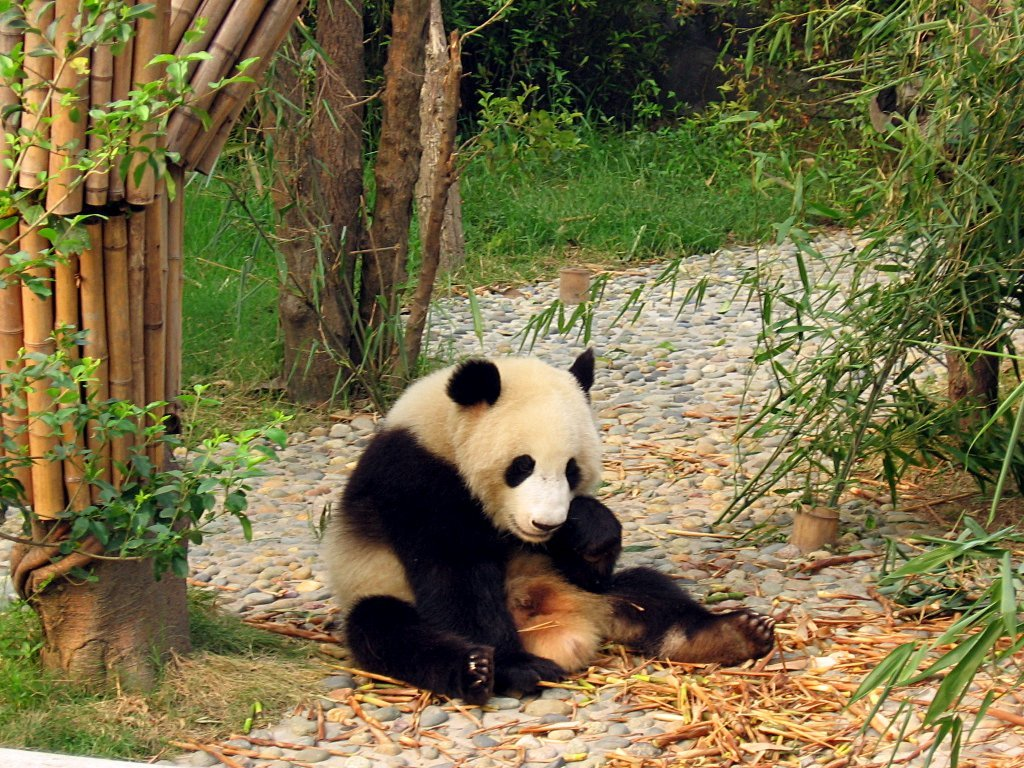
Un panda gegant alimentant-se de bambú

Aliment
El cor del brot tendre de diverses espècies de canyes de bambú són comestibles (sobretot Phyllostachys edulis). Els joves plançons són recol·lectats, com espàrrecs, tan prompte com comencen a sortir de terra. No es mengen crescuts a causa de la seva acritud. Es poden bullir torrar, fregir o es poden menjar crus en amanida.
Les llavors poden ser moltes i donen una farina molt nutritiva.
Certes espècies poden ser conreades en forma de pastures per al bestiar.
Els ossos Panda s'alimenten exclusivament de bambús.

### Altres utilitats
El bambú és una planta que ha tingut un paper important en el desenvolupament de determinades cultures que hi conviuen. Cultures com l’asiàtica utilitzen el bambú en diversos camps com la construcció, l’alimentació i fins i tot la roba i el paper.
- Alimentació.
- Medicina.
- Construcció. (edificis)
- Tèxtil. (camises, samarretes, roba interior, etc...)
- Paper. (paper higiènic)

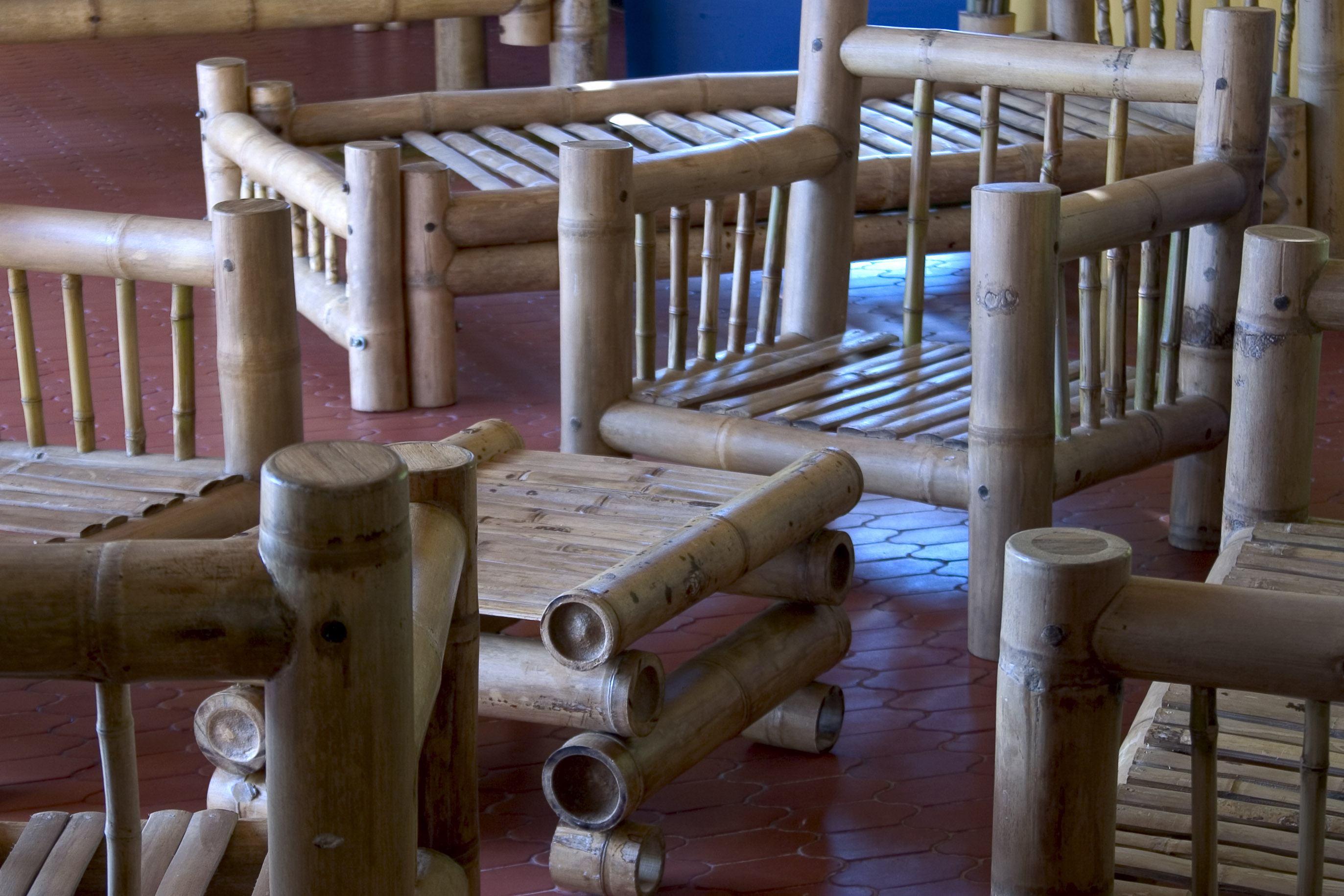
mobles
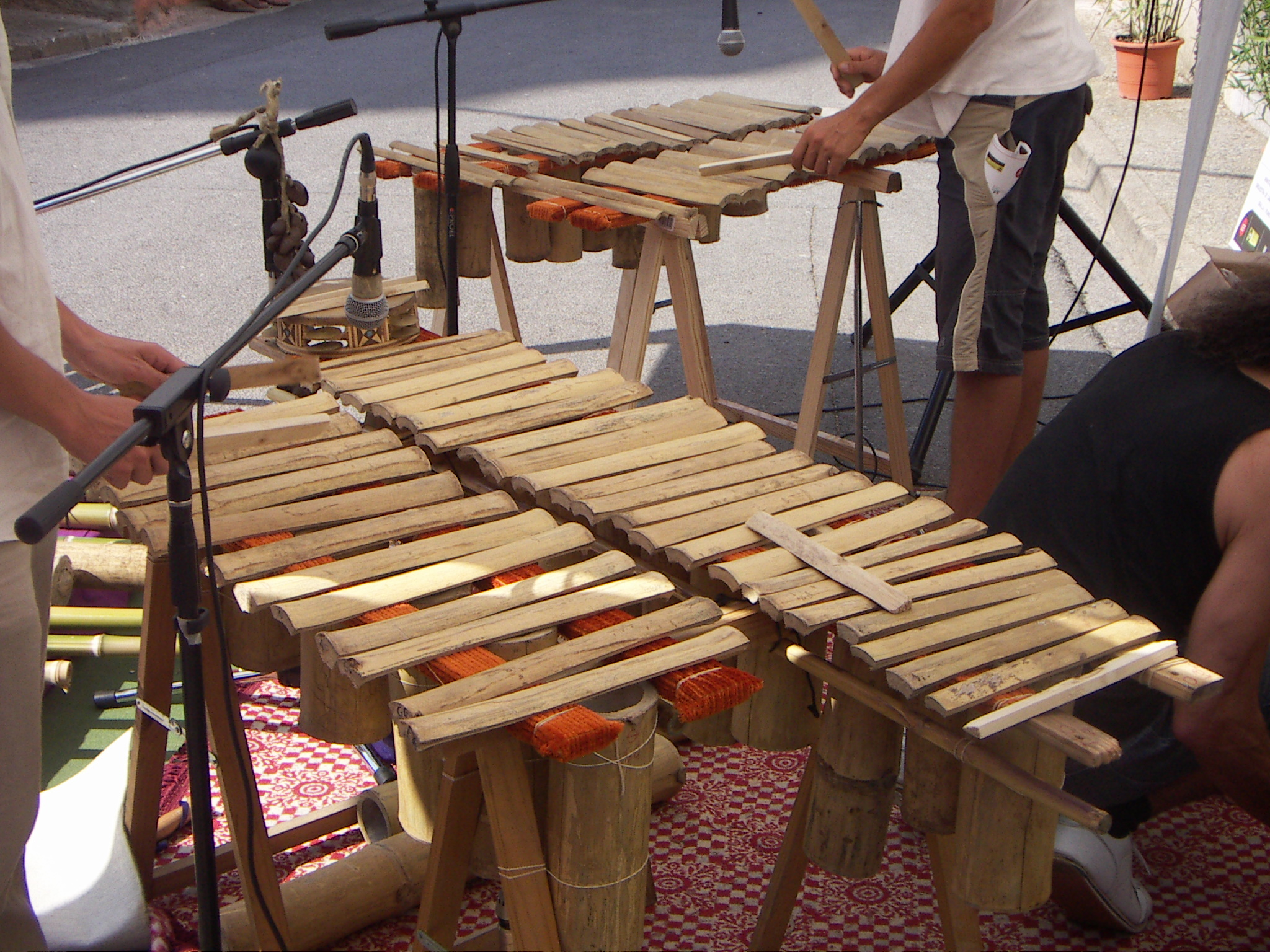
Instruments musicals.
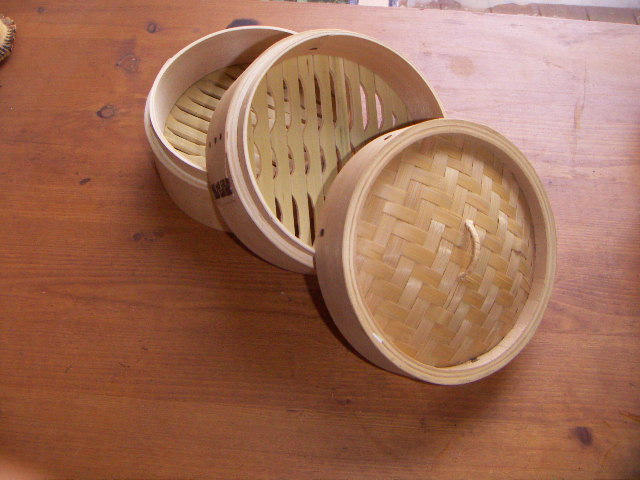
Estris de cuina
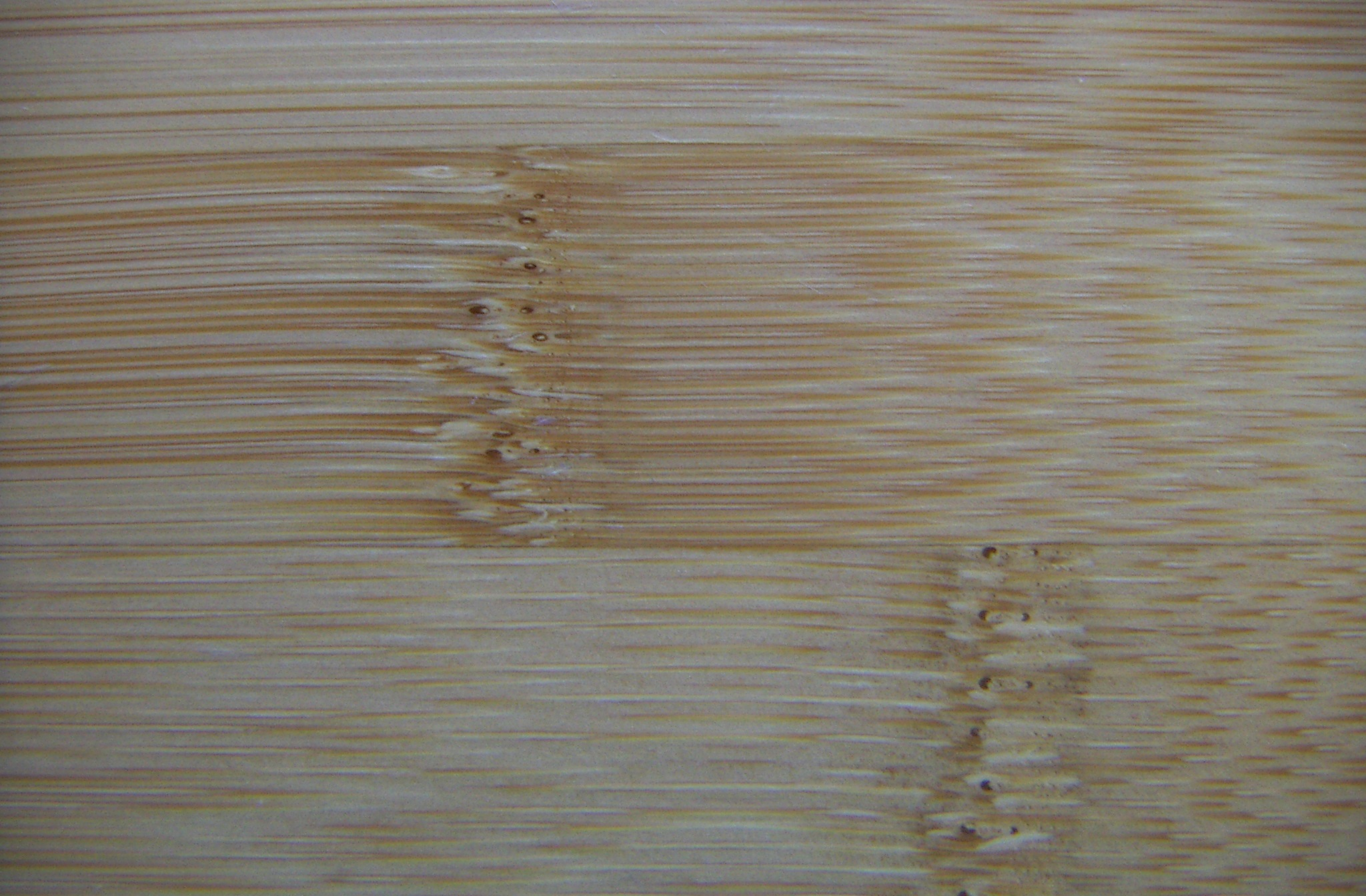
Llenya i fusta
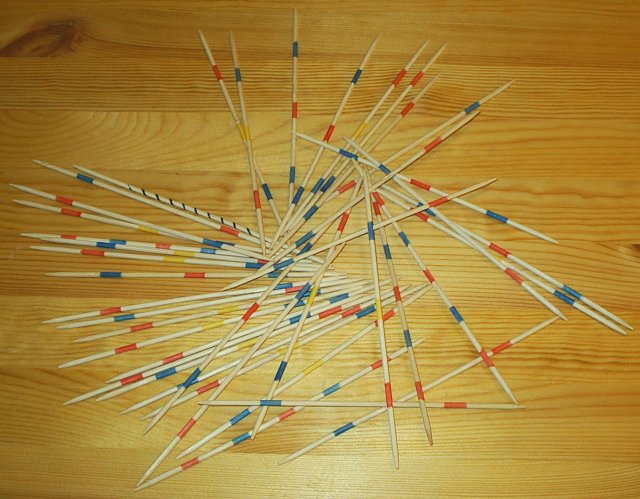
Jocs i Joguets
Paper
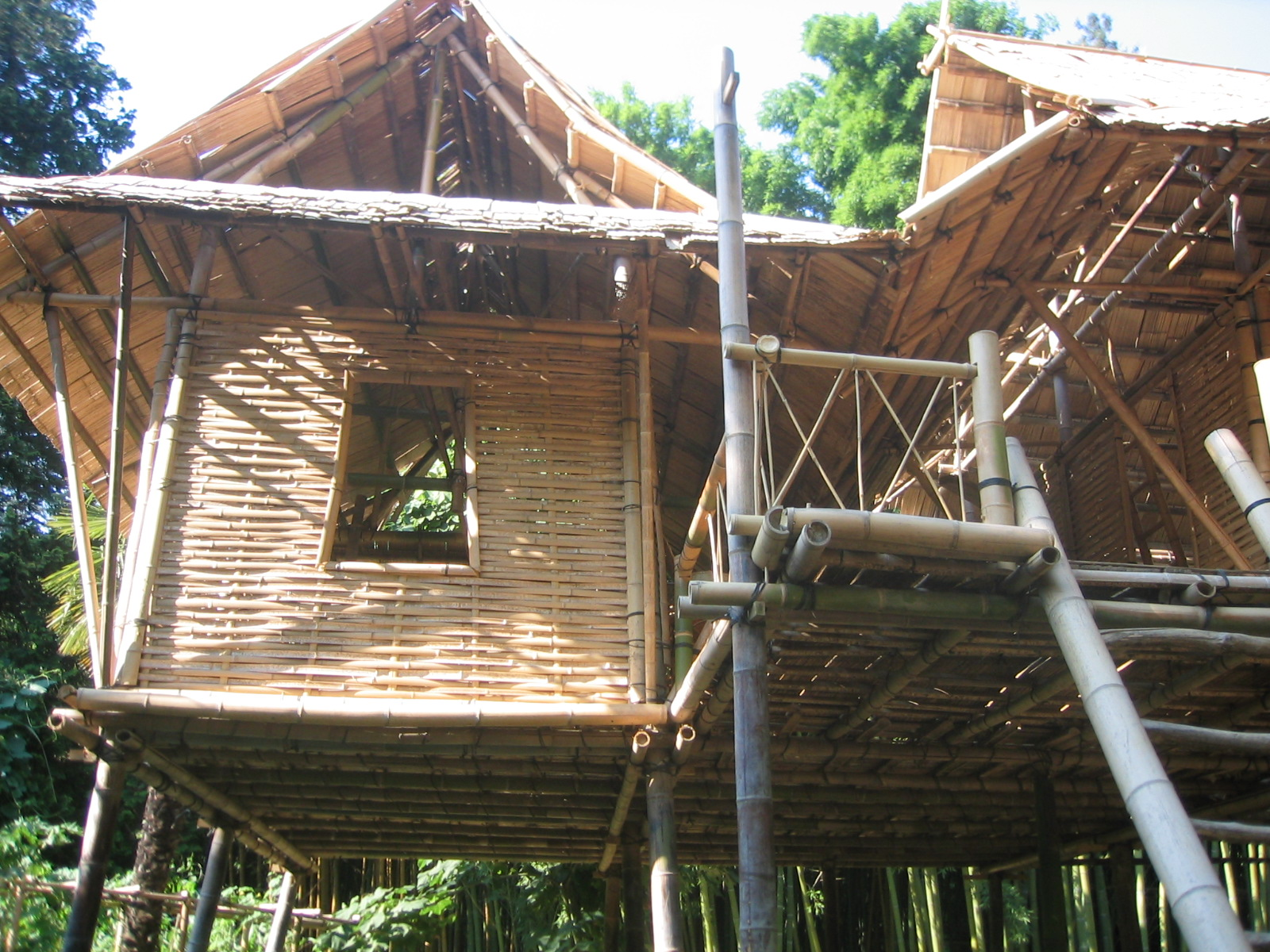
Construccions
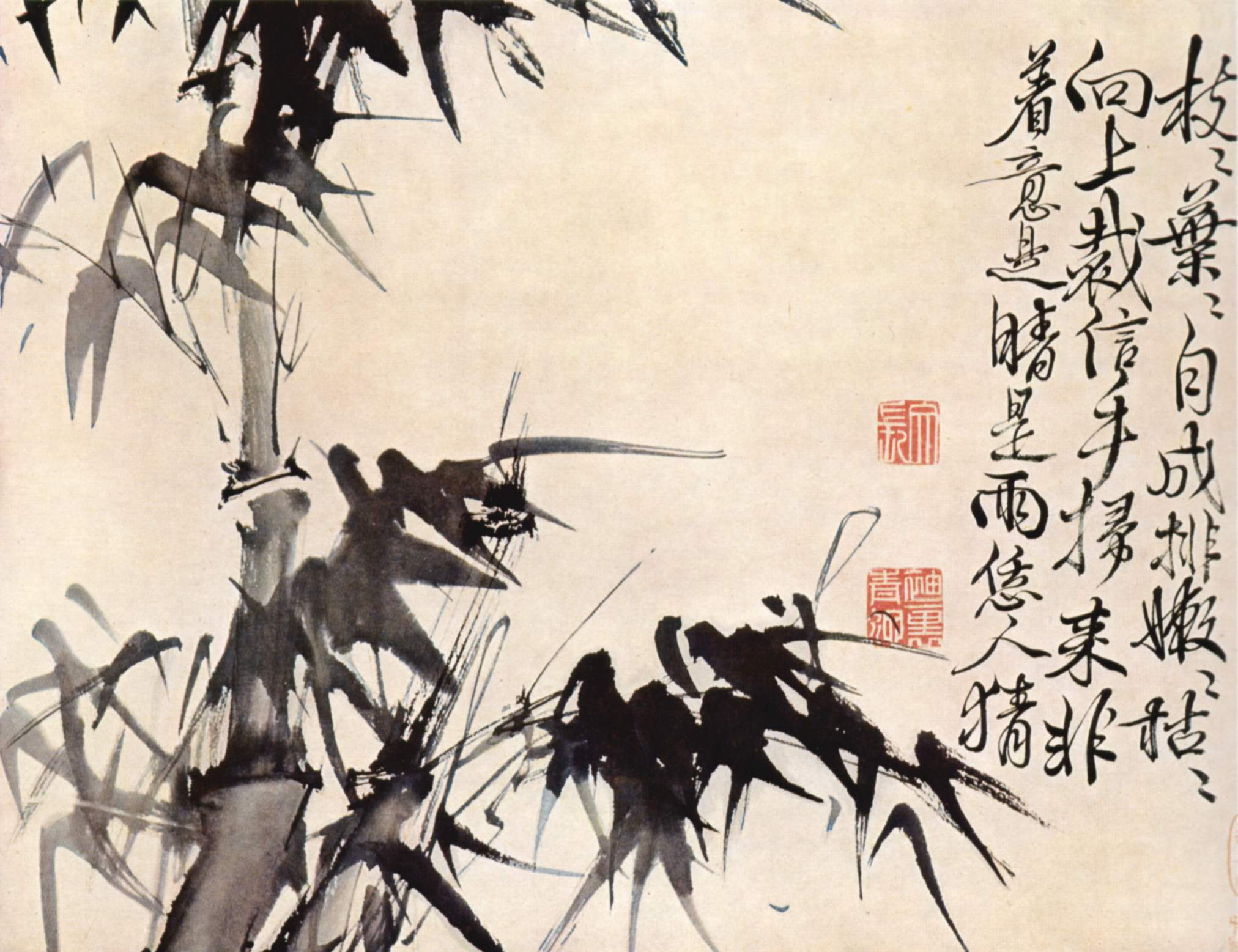
Escriptura i Art
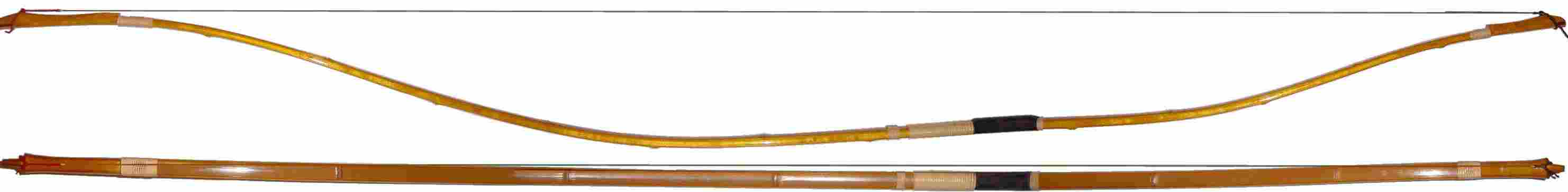
Armes
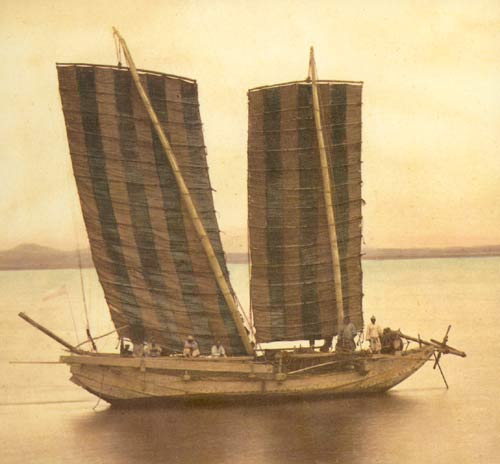
Navegació

- Biomassa.
- Rems.
- Escriptura.
- Complements (bosses, rellotges, ulleres, etc...)
- Jardí  - mobles
  - Instruments musicals
  - Estris de cuina
  - Llenya i fusta
  - Jocs i Joguets
  - Paper
  - Construccions
  - Escriptura i Art
  - Armes
  - Navegació